# (3449) Abell
(3449) Abell est un astéroïde de la ceinture principale.

## Description
(3449) Abell est un astéroïde de la ceinture principale. Il fut découvert le 7 novembre 1978 à l'Observatoire Palomar par Eleanor Francis Helin et Schelte J. Bus. Il présente une orbite caractérisée par un demi-grand axe de 3,08 UA, une excentricité de 0,16 et une inclinaison de 2,0° par rapport à l'écliptique.

## Compléments